# Diego Ordaz
Diego Alejandro Ordaz Álvarez (ur. 7 maja 1984 w Guadalajarze) – meksykański piłkarz występujący na pozycji prawego obrońcy, obecnie zawodnik Chiapas.

## Kariera klubowa
Ordaz jest wychowankiem klubu CF Monterrey, do którego seniorskiej drużyny został włączony jako osiemnastolatek przez argentyńskiego szkoleniowca Daniela Passarellę. W meksykańskiej Primera División zadebiutował 16 marca 2003 w zremisowanym 1:1 spotkaniu z Américą i już w swoim debiutanckim, wiosennym sezonie Clausura 2003 zdobył ze swoją drużyną tytuł mistrza Meksyku. W tym samym roku zajął również z Monterrey drugie miejsce w krajowym superpucharze – Campeón de Campeones, jednak początkowo pełnił wyłącznie rolę rezerwowego i pewne miejsce w linii obrony wywalczył sobie dopiero kilka miesięcy później, po przyjściu do zespołu urugwajskiego trenera Hugo de Leóna. Premierowego gola w najwyższej klasie rozgrywkowej strzelił 4 listopada 2004 w zremisowanej 1:1 konfrontacji z Pumas UNAM i wówczas także, podczas jesiennych rozgrywek Apertura 2004, zanotował wicemistrzostwo kraju. Sukces ten powtórzył również rok później, w sezonie Apertura 2005, ponownie będąc podstawowym defensorem ekipy. Podczas rozgrywek Apertura 2009 po raz drugi w karierze zdobył natomiast mistrzostwo Meksyku, a ogółem barwy Monterrey reprezentował przez siedem lat.
Wiosną 2010 Ordaz został wypożyczony do drużyny Jaguares de Chiapas z siedzibą w mieście Tuxtla Gutiérrez; w odwrotną stronę powędrował natomiast Neri Cardozo. Tam bez większych sukcesów spędził rok, po czym odszedł do klubu Atlante FC z siedzibą w Cancún, gdzie również grał przez dwanaście miesięcy jako podstawowy piłkarz, lecz ponownie nie potrafił nawiązać do osiągnięć odnoszonych z Monterrey. W styczniu 2012 podpisał umowę z ekipą San Luis FC z miasta San Luis Potosí, jednak tam pełnił wyłącznie rolę głębokiego rezerwowego i po upływie roku na zasadzie wypożyczenia powrócił do Atlante FC. Podczas drugiego pobytu w tej drużynie dotarł do finału krajowego pucharu – Copa MX, a bezpośrednio po tym sukcesie po raz kolejny został piłkarzem Chiapas FC, któremu sprzedały swoją licencję władze San Luis – posiadacza jego karty zawodniczej. Od razu udał się jednak na wypożyczenie do drugoligowego Lobos BUAP z siedzibą w Puebli, w którego barwach spędził rok jako kluczowy defensor.
| Sezon     | Klub                | Kraj   | Rozgrywki  | Mecze | Bramki |
| --------- | ------------------- | ------ | ---------- | ----- | ------ |
| 2002/2003 | CF Monterrey        | Meksyk | Liga MX    | 2     | 0      |
| 2003/2004 | CF Monterrey        | Meksyk | Liga MX    | 26    | 0      |
| 2004/2005 | CF Monterrey        | Meksyk | Liga MX    | 18    | 1      |
| 2005/2006 | CF Monterrey        | Meksyk | Liga MX    | 33    | 0      |
| 2006/2007 | CF Monterrey        | Meksyk | Liga MX    | 33    | 0      |
| 2007/2008 | CF Monterrey        | Meksyk | Liga MX    | 29    | 1      |
| 2008/2009 | CF Monterrey        | Meksyk | Liga MX    | 31    | 1      |
| 2009/2010 | CF Monterrey        | Meksyk | Liga MX    | 13    | 0      |
| 2009/2010 | Jaguares de Chiapas | Meksyk | Liga MX    | 16    | 0      |
| 2010/2011 | Jaguares de Chiapas | Meksyk | Liga MX    | 6     | 0      |
| 2010/2011 | Atlante FC          | Meksyk | Liga MX    | 19    | 0      |
| 2011/2012 | Atlante FC          | Meksyk | Liga MX    | 9     | 0      |
| 2011/2012 | San Luis FC         | Meksyk | Liga MX    | 3     | 0      |
| 2012/2013 | San Luis FC         | Meksyk | Liga MX    | 3     | 0      |
| 2012/2013 | Atlante FC          | Meksyk | Liga MX    | 10    | 1      |
| 2013/2014 | Lobos BUAP          | Meksyk | Ascenso MX | 26    | 1      |
| 2014/2015 | Chiapas FC          | Meksyk | Liga MX    |       |        |